# Lake Charles
Lake Charles è una città degli Stati Uniti d'America, capoluogo della parrocchia civile di Calcasieu nello Stato della Louisiana. È anche il quinto agglomerato urbano del suo Stato.
È un importante centro culturale e di istruzione della regione sudoccidentale dello Stato, e uno dei più importanti nella Louisiana Francese. In base al censimento dell'anno 2018, la popolazione di Lake Charles era pari a 78 001 abitanti.
Lake Charles è la città principale dell'area Lake Charles Metropolitan Statistical Area, che comprende le parrocchie civili di Calcasieu e di Cameron. È anche parte della più grande Lake Charles-Jennings Combined Statistical Area.
La città è considerata uno dei centri principali di raffinazione petrolchimica, gioco d'azzardo e istruzione, sede della McNeese State University e del SOWELA Technical Community College.
Con oltre 75 festival che si tengono ogni anno, Lake Charles è considerata la Capitale dei Festival della Louisiana. La sua Central School Arts and Humanities Center è un sito che fa parte del Louisiana African American Heritage Trail.

## Storia

### XVIII e XIX secolo

#### Insediamento e incorporazione
È ben noto che diverse tribù di popolazioni native americane abbiano abitato in questa regione. Le prime popolazioni bianche, provenienti dall'Europa, invece arrivarono attorno al 1760.
Martin LeBleu e sua moglie, Dela Marion, di Bordeaux in Francia furono i primi europei a stabilirsi nella zona attorno al 1781; questo luogo è noto come LeBleu Settlement. Charles Sallier sposò la figlia di LeBleu, Catherine LeBleu. I Sallier costruirono la loro casa sulla spiaggia dove oggi sorge Lake Charles. Il famoso pirata Jean Lafitte una volta qui consegnò a James Bowie e ad altri proprietari di piantagioni degli schiavi rubati. Verso il 1860 la zona divenne nota con il nome di Charles Town in onore di Sallier.
Il Rio Hondo, che scorreva attraverso lago Charles, fu poi chiamato Quelqueshue, un nome nativo che significa Aquila che grida. Traslitterato in francese, questo divenne il nome della parrocchia di Calcasieu. Il 7 marzo 1861, Lake Charles fu ufficialmente incorporata come Charleston, Louisiana.

#### Crescita industriale e guerra civile
La crescita della città è stata piuttosto lenta fino a che il capitano Daniel Goos, frisone di nascita, arrivò in città nel 1855. Goos costruì una segheria e un molo, ora chiamato Goosport. Promosse vantaggiosi commerci con i porti texani e messicani, mandando i suoi battelli lungo il fiume fino al Golfo del Messico. Fino all'arrivo di Goos, un uomo di nome Jacob Ryab dominava l'industria del legname. Tra il 1817 e il 1855, le vendite di legname di pitch pine e cipresso calvo erano la prima fonte di reddito economico della città.
Jacob Ryan convinse il governo della città a trasferire la sede parrocchiale a Lake Charles dalla sua sede precedente a Marion, un insediamento che si trova a distanza di otto miglia lungo il fiume. Nello stesso anno, in seguito, Ryan e Samuel Kirby trasferirono il tribunale parrocchiale e il carcere su chiatte a quella che si chiamava Charleston. Sei anni più tardi, la città venne incorporata e ci furono insoddisfazioni per il nome Charleston; il 16 marzo 1867, Charleston, Louisiana, fu incorporata e rinominata con il nome di Lake Charles.
Al tempo della Guerra di secessione americana, molti americani del nord, insieme a un gran numero di persone provenienti dal continente europeo ed ebrei, si stabilirono in quest'area. L'atteggiamento verso la schiavitù era misto, perché la schiavitù era secondaria per gli interessi di affari. Infatti, meno del cinque per cento della popolazione era costituito da schiavi.
Molti cittadini furono coinvolti dalla guerra: giovani uomini di alcune famiglie del luogo prestarono servizio nell'Esercito degli Stati Confederati d'America. È noto anche che alcune famiglie locali sostennero la causa dell'Unione.

#### Dopo la Guerra Civile
Negli anni che seguirono alla Guerra di Secessione, Lake Charles riconquistò la sua posizione di un'importante comunità per il legname. Soprattutto negli anni Ottanta, la città vide aumentare la popolazione e richiesta economica, principalmente a causa di una campagna pubblicitaria effettuata da J. B. Watkins. Con questa sorprendente campagna da 200 000,00 dollari la città crebbe del 400% in questo decennio.
Con l'uso del legno di pino delle segherie cittadine, Lake Charles venne densamente costruita con molte grandi ville vittoriane negli anni Novanta; i carpentieri cercavano in ogni modo di superarsi gli uni con gli altri per l'uso di trafori e decorazioni elaborati, comprese spirali balaustre e porte. L'area della Lake Charles odierna che si trova a est del centro è nota come Charpentier Distric per l'architettura di quel periodo; charpentier significa carpentiere in francese.

#### Ventesimo secolo
Il tribunale donato da Ryan e Kirby venne sostituito diverse volte; questi tribunali storici comprendono una struttura di due piani in cipresso nel 1872 e una struttura di mattoni nel 1890. Il tribunale del 1890, come la maggior parte del centro di Lake Charles, venne distrutto dal Grande Incendio del 1910. Due mesi dopo, l'assemblea legislativa della Louisiana divise quella che era la parrocchia di Imperial Calcasieu nelle attuali parrocchie di Allen, Beauregard, Cameron, Jefferson Davis e Calcasieu. Quello attualmente utilizzato, lo storico tribunale di Calcasieu, venne completato nel 1912.
Dopo la Seconda guerra mondiale, Lake Charles conobbe una crescita industriale, con la comparsa delle industrie di raffinazione petrolchimica. La città crebbe fino alle dimensioni di 80 000 persone nei primi anni ottanta, ma con la recessione economica locale, la popolazione diminuì. Nel censimento del 2000, la città aveva una popolazione totale di 71 757.

### Presente
Lake Charles ha subito ingenti danni per l'Uragano Rita, che si abbatté sulla città come una tempesta di categoria 3 all'alba del 24 settembre 2005. Il 22 settembre, il sindaco Randy Roach ordinò l'evacuazione obbligatoria della città, e circa il novanta per cento dei residenti l'abbandonò. Agli evacuati fu chiesto di non tornare per 48 ore, per il vento e i danni delle inondazioni. Ci furono ingenti danni alla rete elettrica e in molte zone non si poté ripristinare la corrente per tre settimane.
Come parte della ripresa della città dall'Uragano Rita, i rappresentanti proposero un piano per rinnovare l'area del centro per renderla più attraente e adatta ai pedoni. Un pensiero principale per la rivitalizzazione del centro era quello di prevedere alloggi di qualità e abbordabili. Per finanziare questo progetto, i rappresentanti proposero di votare per l'aumento delle tasse di vendita e proprietà per 20 anni. Questa proposta venne votata e respinta dai residenti il 15 luglio 2006.
Il 20 giugno 2006 un impianto petrolifero situato a Sulphur (Louisiana), perse tra i 15 000 e i 18 000 barili di petrolio nel Calcasieu Ship Channel. La United States Coast Guard venne chiamata per contenere il petrolio versato, che si era nel frattempo riversata nel fiume Calcasieu. A causa del disastro, Guardia costiera dovette chiudere molti canali navigabili, tra cui il Calcasieu River Channel e un miglio della Gulf Intracoastal Waterway. Il porto di Lake Charles rimase chiuso per qualche tempo dopo l'incidente per la contaminazione.
Il prezzo del petrolio salì sopra 74 dollari per barile, in parte a causa dell'incidente alla Citgo. La Calcasieu Refining Co., che normalmente processa 76 500 barili di petrolio al giorno lavorò a ritmi ridotti per settimane dopo l'incidente.

## Geografia e clima
La città si trova sulle rive del fiume Calcasieu, nella Louisiana sud-occidentale, lungo il lago Charles e il lago Prien. È un porto lungo un canale per il Golfo del Messico, e si sviluppò a partire dal 1852.
Lake Charles si trova a 30°12′53″N 93°12′31″W (30,214656, -93,208537)[6] a 4 metri s.l.m. (13 piedi).
Secondo l'United States Census Bureau, la città un'area totale di 110,2 km², di cui 104 sono costituiti da terra e 6,1 da acqua.
Principalmente la città si trova in una pianura a circa 50 km dal Golfo del Messico. Attorno ai canali crescevano molti pini, e ne crescono ancora alcuni. Ci sono poche colline, solo vicino all'acqua, o a Moss Bluff

## Cultura
A Lake Charles si trovano diversi piccoli musei e istituzioni culturali, come il Central School Arts and Humanities Center, di cui la Black Heritage Art Gallery è uno dei siti che fanno parte del Louisiana African American Heritage Trail, creato di recente dallo Stato.
Anche il Children's Museum of Lake Charles e l'Imperial Calcasieu Museum attraggono visitatori. La Old City Hall è stata trasformata in uno spazio espositivo dove si tengono molte mostre d'arte temporanee.
La McNeese State University produce The Banners Series, una serie di musical e attività teatrali, durante l'anno. Inoltre, The Lake Charles Little Theatre, The Artists Civic Theatre Studios (ACTS) e The Children's Theatre Company forniscono eccellenti teatri con talenti locali.
La città - che ha dato i natali alla cantante blues Lucinda Williams - ha la sua propria orchestra sinfonica, la Lake Charles Symphony.

## Infrastrutture e trasporti
La Interstate 10 attraversa Lake Charles, collegando la città con Houston a ovest e New Orleans ad est. L'Interstate 210 circonda la parte meridionale della città. Altre importanti superstrade comprendono la U.S. Route 90, che corre parallela alla Interstate 10, e la U.S. Highway 171, che collega la città a nord con De Ridder. La principale strada della città è Ryan Street, che corre da nord a sud, collegando il centro con il sud della città.
L'aeroporto regionale Lake Charles, che si trova a sud della città, è l'unico aeroporto di Lake Charles che fornisce servizi aerei di linea. L'aeroporto internazionale Chennault, un aeroporto pienamente operativo, è un centro strettamente industriale e di manutenzione. L'ultimo aeroporto, un tempo una base aeronautica dello Strategic Air Command, è dedicato al generale maggiore Claire Chennault, l'aviatore famoso per aver comandato le "Tigri Volanti" durante la Seconda guerra mondiale.
Il porto di Lake Charles è l'undicesimo porto marino per grandezza negli USA, il quarto porto di mare per i servizi di linea sul golfo del Messico, e un importante centro di trasporti del golfo del Messico occidentale. Il Calcasieu Ship Channel permette accesso diretto al golfo del Messico a 34 miglia. Il canale navigabile, che ha una profondità di 12 metri e una larghezza di 120 metri, incrocia la Gulf Intracoastal Waterway proprio a nord del lago Calcasieu.
La città di Lake Charles ha una rete di autobus che percorre la città e i dintorni. Il 7 luglio 2006, la U.S. Dept. of Transportation e The Federal Transit Administration (FTA) hanno concesso un sussidio di 290 142 dollari per il Lake Charles Bus Terminal e il Support Facilities Transit System. La città userà questi fondi per la stazione degli autobus e le attrezzature di supporto, che si aggiunge ai finanziamenti federali per l'ingegneria e il design, e per la ristrutturazione e rinnovamento della stazione degli autobus e delle attrezzature di supporto.
Lake Charles ha anche una sua stazione dei bus Greyhound e Amtrak.

## Economia

### Industria
Molti residenti dell'area sono impiegati nelle raffinerie petrolchimiche nelle vicine Sulphur e Westlake; alcune delle corporazioni con impianti in città o nei dintorni comprendono PPG Industries, ConocoPhillips, e Citgo Petroleum Corporation.
Il Trunkline LNG terminal, a sud est di Lake Charles, è uno dei pochi terminal di gas naturale liquefatto (GNL) degli Stati Uniti. È attrezzato per ricevere, immagazzinare e rigassificare GNL.
Per l'inizio del 2009 è previsto l'inizio della costruzione di un impianto di gasificazione del coke da 1,6 miliardi di dollari, da parte della Lake Charles Cogeneration, una filiale della Leucadia National.
L'industria manifatturiera ha periodicamente tentato di raggiungere il successo economico nell'area, per differenziare la base economica della città.
L'aeroporto internazionale Chennault ospita Aeroframe (già EADS Aeroframe Services), che fornisce servizi agli aeroplani, e un impianto Northrop Grumman.

## Amministrazione

### Gemellaggi
Lake Charles è gemellata con:
- Perpignano (1993)
- Sioux City (1996)
- Cobh (2008).